# Ilybius lagabrunensis
Ilybius lagabrunensis là một loài bọ cánh cứng trong họ Bọ nước. Loài này được Schizzerotto & Fery miêu tả khoa học năm 1990.